# Klimatizační soustava letadla

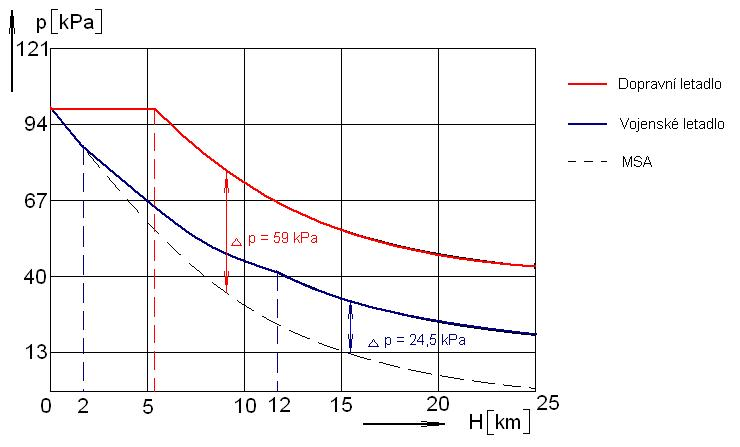
Graf přetlakování kabin

Klimatizační soustava je jednou z letadlových soustav vybavení letadla. Jejím úkolem je zabezpečit snesitelné životní podmínky pro posádku a případně cestující. Spolu s přetlakovou kabinou zajišťuje aby vzduch v kabině měl požadované vlastnosti. Sledujeme tyto parametry:
- tlak vzduchu - viz dále
- rychlost změny tlaku při změně výšky letu
- teplotu vzduchu
- čistotu vzduchu
- rychlost proudění vzduchu v kabině

Naprosto zásadní význam má udržení dostatečného tlaku v kabině. Za normálních podmínek se u člověka dostavuje ve velkých výškách (přibližně nad 3000 m n. m.) hypoxie, která mu způsobuje zdravotní potíže a znemožňuje normální činnost. Ve výškách, ve kterých dnešní dopravní a vojenská letadla běžně létají, není schopen člověk přežít ani po krátkou dobu.
Proto udržujeme v kabinách těchto letounů přetlak. Jeho velikost je omezena pevností konstrukce kabiny.

## Přetlakování kabin dopravních letadel
V kabině dopravního letounu nesmí klesnout tlak pod 76,1 kPa. Maximální hodnota přetlaku je 59 kPa. Většinou se používá následující způsob přetlakování: tlak 101 kPa který odpovídá tlaku v nulové výšce se udržuje až do dosažení maximálního dovoleného přetlaku 59 kPa. Při dalším zvyšování výšky se udržuje maximální přetlak. Ve výšce 9960 m je dosaženo minimálního povoleného tlaku 76,1 kPa.

## Přetlakování kabin vojenských letadel
V kabině vojenského letounu nesmí tlak klesnout pod 67 kPa bez používání kyslíkových přístrojů a pod 29 kPa při použití kyslíkového přístroje. Maximální hodnota přetlaku je 24,5 kPa. Tyto nižší hodnoty sice zabezpečují nižší pohodlí posádky ale na druhou stranu umožňují úsporu hmotnosti přetlakové kabiny (takže je možné vzít více paliva či užitečného zatížení) a zvyšují šanci posádky přežít prudkou dekompresi při poruše kabiny ve velké výšce která by mohla v boji nastat. (V kabině je menší tlak, tím i menší přetlak vůči okolní atmosféře takže dekomprese není tak intenzivní.) Posádky jsou pro práci v těchto podmínkách i pro rozpoznání a obranu před hypoxií cvičeny a používají kyslíkové přístroje a pro lety ve stratosféře i výškové a kompenzační obleky.
Pro vojenská letadla s dobou letu pod 2 hodiny se používá tento způsob přetlakování: do výšky 2 km není kabina přetlakována. Tlak klesá podle MSA. Od 2 do 12 km přetlak stoupá až na maximální hodnotu 29 kPa a od této výšky zůstává konstantní.